# Boves (Frankrijk)
Boves is een gemeente in het Franse departement Somme (regio Hauts-de-France) en telt 2666 inwoners (2005). De plaats maakt deel uit van het arrondissement Amiens. In de gemeente ligt spoorwegstation Boves.

## Geografie
De oppervlakte van Boves bedraagt 25,3 km², de bevolkingsdichtheid is 105,4 inwoners per km².
De onderstaande kaart toont de ligging van Boves (Frankrijk) met de belangrijkste infrastructuur en aangrenzende gemeenten.

## Demografie
Onderstaande figuur toont het verloop van het inwonertal (bron: INSEE-tellingen).